# حورتان
حورتان ويعرفان حورة وحويرة، بجهة الفقرة، في شمال غرب المدينة المنورة.

## ما ذكره المؤرخون
قال السمهودی
حورتان، اليمانية والشامية، ويعرفان اليوم بحورة وحويرة، وهما من أودية الأشعر، وسيأتي لهما ذكر آخر الحروف في يين. قال الهجري: وهما لبني كلب وبني ذهل من عوف ثم من جهينة، قال: وبحورة اليمانية واد يقال له ذو الهدى؛ لأن شداد بن أمية الذهلي قدم على النبي صلى الله عليه وسلم بعسل شاره منه، فقال له: من أين شرته؟ قال: من واد يقال له ذو الضلالة، فقال: لا، بل ذو الهدى، انتهى. وسيأتي في خضرة عن أبي داود ما يشهد لأصل ذلك. وحورة اليمانية معروفة، والوادي غير معروف، ويحمل منها إلى المدينة العسل والحنطة الرياضية التي تأتي من ناحية الفغرة، وبها موضع يقال له المخاضة يستخرج منه الشب، ويقال له ذو الشب. وحورة الشامية لبني دينار مولى كلب بن كبير الجهني، وكان طبيبا لعبد الملك بن مروان، ومن ولده عرارة الخياط صاحب القيان بالمدينة، وكان عبد الملك قد اتخذ بحورة الشامية بقاعا ومنزلا يقال له ذو الحماط.
قال شُرَّاب
حورة اليمانية و حورة الشامية، من أودية الأشعر، و بحورة اليمانية واد يقال له: ذو الهدى، لأن شداد بن أمية الذهلي قدم على النبي بعسل شاره منه، فقال له: من أين شرته؟ قال: من واد يقال له ذو الضلالة، فقال: لا، بل ذو الهدى و قد يقال: حورة و حويرة و هما اليوم من أودية الفقرة (الأشعر قديما) في بلاد الأحامدة من قبيلة حرب.